# ブーグ・パウエル (外野手)
ハーシェル・マック・パウエル（Herschel Mack Powell, 1993年1月14日 - ）は、アメリカ合衆国カリフォルニア州オレンジ郡アーバイン出身のプロ野球選手（外野手）。左投左打。独立リーグ・アメリカン・アソシエーションのミルウォーキー・ミルクメン所属 。

## 経歴

### プロ入りとアスレチックス傘下時代
2012年のMLBドラフト20巡目（全体619位）でオークランド・アスレチックスから指名され、プロ入り。契約後、傘下のルーキー級アリゾナリーグ・アスレチックスでプロデビュー。35試合に出場して打率.306、13打点、5盗塁を記録した。
2013年はA-級バーモント・レイクモンスターズでプレーし、59試合に出場して打率.283、14打点、14盗塁を記録した。
2014年はA級ベロイト・スナッパーズとA+級ストックトン・ポーツでプレー。2球団合計で83試合に出場して打率.343、3本塁打、28打点、16盗塁を記録した。A級ベロイトでプレーしていた6月にはミッドウェストリーグのオールスターでMVPに輝いた。しかし、7月7日には薬物検査で陽性反応を示した事が判明し、50試合の出場停止処分を受けた。オフにはアリゾナ・フォールリーグに参加し、メサ・ソーラーソックスに所属した。

### レイズ傘下時代
2015年1月10日にベン・ゾブリスト、ユネル・エスコバーとのトレードで、ジョン・ジェイソ、ダニエル・ロバートソンと共にタンパベイ・レイズへ移籍した。この年は傘下のAA級モンゴメリー・ビスケッツとAAA級ダーラム・ブルズでプレーし、2球団合計で117試合に出場して打率.295、3本塁打、40打点、18盗塁を記録した。

### マリナーズ時代
2015年11月5日にブラッド・ミラー、ローガン・モリソン、ダニー・ファーカーとのトレードで、C.J.リーフェンハウザー、ネイサン・カーンズと共にシアトル・マリナーズへ移籍した。11月20日にルール・ファイブ・ドラフトでの流出を防ぐために40人枠入りした。
2016年は開幕から傘下のAAA級タコマ・レイニアーズでプレーしていたが、6月23日にまたも薬物検査で陽性反応を示した事が判明し、80試合の出場停止処分を受けた。この年は64試合に出場して打率.270、3本塁打、27打点、10盗塁を記録した。
2017年4月29日にメジャー初昇格を果たし、同日のクリーブランド・インディアンス戦でメジャーデビュー。

### アスレチックス時代
2017年8月6日にヨンダー・アロンソとのトレードで、アスレチックスへ移籍した。
2018年9月1日に40人枠外となった。オフの11月2日にFAとなった。

### パドレス傘下時代
2019年1月24日にサンディエゴ・パドレスとマイナー契約を結び、スプリングトレーニングに招待選手として参加することになった。オフに自由契約となった。

### レッズ傘下時代
2020年1月10日にシンシナティ・レッズとマイナー契約を結んだ。9月7日に自由契約となった。

### 独立リーグ時代
2021年3月23日、アトランティックリーグのガストニア・ハニーハンターズと契約を結んだ。ガストニアでは100試合に出場し、打率.342、10本塁打、52打点の成績を残した。10月9日に同リーグのロングアイランド・ダックスにトレード移籍した。移籍後は2試合に出場して8打数3安打だった。シーズン終了後にFAとなった。
2022年4月4日に同リーグのレキシントン・レジェンズと契約した。70試合に出場して打率.312、9本、32打点、19盗塁を記録した。 
2023年4月3日に同リーグのロングアイランド・ダックスと契約した。67試合に出場して打率.285、6本塁打、35打点、18盗塁を記録した。
2023年12月19日にアメリカン・アソシエーションのミルウォーキー・ミルクメンと契約した。

## 詳細情報

### 年度別打撃成績
| 年 度    | 球 団    | 試 合 | 打 席 | 打 数 | 得 点 | 安 打 | 二 塁 打 | 三 塁 打 | 本 塁 打 | 塁 打 | 打 点 | 盗 塁 | 盗 塁 死 | 犠 打 | 犠 飛 | 四 球 | 敬 遠 | 死 球 | 三 振 | 併 殺 打 | 打 率 | 出 塁 率 | 長 打 率 | O P S |
| -------- | -------- | ----- | ----- | ----- | ----- | ----- | -------- | -------- | -------- | ----- | ----- | ----- | -------- | ----- | ----- | ----- | ----- | ----- | ----- | -------- | ----- | -------- | -------- | ----- |
| 2017     | SEA      | 23    | 43    | 36    | 6     | 7     | 0        | 0        | 0        | 7     | 2     | 0     | 0        | 1     | 0     | 6     | 0     | 0     | 9     | 1        | .194  | .310     | .194     | .504  |
| 2017     | OAK      | 29    | 92    | 81    | 18    | 26    | 5        | 0        | 3        | 40    | 10    | 0     | 1        | 0     | 2     | 9     | 0     | 0     | 21    | 1        | .321  | .380     | .494     | .874  |
| '17計    | OAK      | 52    | 135   | 117   | 24    | 33    | 5        | 0        | 3        | 47    | 12    | 0     | 1        | 1     | 2     | 15    | 0     | 0     | 30    | 2        | .282  | .358     | .402     | .760  |
| 2018     | OAK      | 7     | 25    | 24    | 3     | 4     | 1        | 1        | 0        | 7     | 0     | 1     | 1        | 0     | 0     | 1     | 0     | 0     | 6     | 1        | .167  | .200     | .292     | .492  |
| MLB：2年 | MLB：2年 | 59    | 160   | 141   | 27    | 37    | 6        | 01       | 3        | 54    | 12    | 1     | 2        | 1     | 2     | 16    | 0     | 0     | 36    | 3        | .262  | .333     | .383     | .716  |

- 2020年度シーズン終了時

### 年度別守備成績
| 年 度 | 球 団 | 中堅（CF） | 中堅（CF） | 中堅（CF） | 中堅（CF） | 中堅（CF） | 中堅（CF） | 左翼（LF） | 左翼（LF） | 左翼（LF） | 左翼（LF） | 左翼（LF） | 左翼（LF） | 右翼（RF） | 右翼（RF） | 右翼（RF） | 右翼（RF） | 右翼（RF） | 右翼（RF） |
| 年 度 | 球 団 | 試 合      | 刺 殺      | 補 殺      | 失 策      | 併 殺      | 守 備 率   | 試 合      | 刺 殺      | 補 殺      | 失 策      | 併 殺      | 守 備 率   | 試 合      | 刺 殺      | 補 殺      | 失 策      | 併 殺      | 守 備 率   |
| ----- | ----- | ---------- | ---------- | ---------- | ---------- | ---------- | ---------- | ---------- | ---------- | ---------- | ---------- | ---------- | ---------- | ---------- | ---------- | ---------- | ---------- | ---------- | ---------- |
| 2017  | SEA   | -          | -          | -          | -          | -          | -          | 8          | 14         | 0          | 0          | 0          | 1.000      | 1          | 0          | 0          | 0          | 0          | .---       |
| 2017  | OAK   | 28         | 62         | 2          | 1          | 0          | .985       | -          | -          | -          | -          | -          | -          | -          | -          | -          | -          | -          | -          |
| '17計 | OAK   | 28         | 62         | 2          | 1          | 0          | .985       | 8          | 14         | 0          | 0          | 0          | 1.000      | 1          | 0          | 0          | 0          | 0          | .---       |
| 通算  | 通算  | 28         | 62         | 2          | 1          | 0          | .985       | 8          | 14         | 0          | 0          | 0          | 1.000      | 1          | 0          | 0          | 0          | 0          | .---       |

- 2020年度シーズン終了時

### 表彰
MiLB
- ミッドウェストリーグ・オールスターゲームMVP：1回（2014年）

### 記録
MiLB
- ミッドウェストリーグ・オールスターゲーム選出：1回（2014年）

### 背番号
- 8（2017年 - 同年途中）
- 3（2017年途中 - 2018年）